# Rozvodna Lískovec
Rozvodna Lískovec (zkratkou LIS) se nachází na území obce Žabeň na severozápadním okraji města Frýdek-Místek, v okrese Frýdek-Místek v Moravskoslezském kraji. Je jednou z pěti uzlových rozvoden v kraji. Provozuje se v napěťových hladinách 220 a 110 kV.

## Význam
Rozvodna Nošovice patří k nejvýznamnějším rozvodnám v Moravskoslezském kraji. Zásobuje východní část kraje, Frýdecko a Třinecko. Část 220 kV provozuje ČEPS, a.s, část 110 kV provozuje ČEZ.

## Historie
Rozvodna byla založena v roce 1952. Je nejstarší rozvodnou přenosové soustavy na Moravě. Do rozvodny byla postavena dvoulinka z Prosenic. Ve stejném roce byla postavena linka 220 kV do rozvodny Bystričany na Slovensku. V roce 1959 byla postavena linka do polských rozvoden Kopanina a Bujakow. Do roku 1968 byla rozvodna spojena na hladině 220 kV s rozvodnou Nošovice.

## Popis

### Napěťové hodnoty
Rozvodna je provozována v napěťových hodnotách 220 kV a 110 kV. Hladinou 220 kV jsou spojeny rozvodny Prosenice, Považská Bystrica na Slovensku, rozvodny Kopanina a Bujakow v Polsku a do roku 1968 také rozvodna Nošovice. 

### Transformátory
Transformace 220/110 kV je zajištěna třemi třífázovými transformátory.

### Vedení
Do rozvodny jsou zaústěna následující vedení:

#### Vedení 220 kV – VVN – velmi vysoké napětí
- Dvojité vedení V253/V254 Prosenice – Lískovec
- Jednoduché vedení V270 Lískovec – Považská Bystrica (SK)
- Dvojité vedení V245/V246 Lískovec - Kopanina/Bujakow (PL)

##### Bývalá vedení 220 kV
- Jednoduché vedení V699 Lískovec - Nošovice (220 kV do roku 1968, nyní provozováno na 110 kV)